# Dopamin
Dopamin je chemická látka ze skupiny katecholaminů, která přirozeně vzniká v mozku obratlovců, ale i v nervové soustavě většiny bezobratlých živočichů. Dopamin funguje jako neuropřenašeč, který v jistých částech mozku umožňuje přenos impulsů. Poškození dopaminových drah je úzce spojeno se vznikem Parkinsonovy choroby, jiné poruchy dopaminového systému se dávají do souvislosti se vznikem schizofrenie či bipolární afektivní poruchy.
Dopamin funguje také jako neurohormon, jako takový je vytvářen v hypotalamu a označuje se tam též jako prolaktin inhibující hormon (PIH), v malém množství ho tvoří také dřeň nadledvin.

## Objev
Funkci dopaminu v nervové soustavě odhalil v polovině 50. let 20. století švédský neurobiolog a biochemik Arvid Carlsson. V roce 2000 za tento objev dostal Nobelovu cenu za fyziologii a lékařství.

## Funkce

Oblasti mozku, v nichž figuruje dopamin (modře) – čelní kůra, striatum, nucleus accumbens, substantia nigra, VTA (ventrální tegmentum) a hipokampus

Dopamin má v nervové soustavě poměrně rozmanité spektrum funkcí. V lidské centrální nervové soustavě se váže na pět základních typů dopaminových receptorů (D1, D2, D3, D4, D5). Zjednodušeně řečeno je dopamin v určitých nervových drahách uvolňován nervovými buňkami na synapsích, kde se váže na příslušné receptory a umožňuje přenos nervových impulsů z jedné nervové buňky na druhou. Udává se nejméně šest nervových drah, v nichž dopamin hraje důležitou funkci (dopaminergní dráhy). Produkující buňka uvolňuje dopamin klasickým způsobem závislým na vápenatých iontech; dopamin se rozlije do synaptické štěrbiny a váže se na dopaminové receptory, následně je však velmi rychle vstřebáván zpět do produkující buňky. Uvolnění dopaminu může však způsobit také dávka amfetaminů.

### Centra odměny
Pravděpodobně nejznámější funkce plní dopamin v mezolimbické dopaminové dráze vedoucí ze středního mozku přes nucleus accumbens až do čelní kůry. Tato dráha hraje zásadní roli ve vzniku motivace, emocí, ale hlavně v systému potěšení a „odměn“. Způsobuje vznik příjemných pocitů buď v reakci na různé události či aktivity, nebo vlivem požití jistých drog a to především stimulačních, například kokainu. Drogová závislost je dávána do souvislosti právě s touhou jedince po příjemných pocitech navozených dopaminem.

### Pohyb
Důležitou dopaminergní drahou je spojení mezi substantia nigra a oblastí zvanou striatum. Substantia nigra je součástí bazálních ganglií a hraje roli v plánování a programování pohybu – v procesu, kdy se abstraktní myšlenka mění na vůlí řízenou akci. Oblast je bohatě propojena s dalšími pohybovými centry. Degenerace dopaminových center v oblasti substantia nigra může způsobit Parkinsonovu chorobu, která se projevuje právě poruchami pohybu.

## Farmakologie
Pokud je dopamin uměle vpraven do organismu, tak působí na vegetativní nervovou soustavu – například povede ke zrychlení tepu nebo zvýšení krevního tlaku. Nicméně dopamin se nemůže vstřebat přímo z krve do mozku, a proto dopamin podaný jako lék neovlivní centrální nervovou soustavu. Ke zvýšení hladiny dopaminu např. v mozku pacientů trpících Parkinsonovou chorobou je možné přispět nepřímo, například podáním prekurzoru dopaminu, například fenylalaninu.